# Ambassade de Lettonie en Estonie
L'ambassade de Lettonie en Estonie (en estonien : Läti suursaatkond Tallinnas) est la représentation diplomatique de la Lettonie auprès de la république d'Estonie. 

## Ambassade
L'ambassade est située à Tõnismägi 10.
Avant la Seconde Guerre mondiale, l'ambassade de Lettonie à Tallinn a été située à Suur-Tatari 32,  puis à Tõnismägi 10.

## Ambassadeurs de Lettonie en Estonie

### Envoyés
- 1918–1919 Jānis Ramans (représentant diplomatique)
- 1919–1920 Markus Gailītis (représentant diplomatique)
- 1920–1921 Jānis Stalbovs (directeur intérimaire de l'ambassade)
- 1921–1930 Jānis Seskis
- 1930–1933 Kārlis Reinholds Zariņš
- 1933–1935 Roberts Liepiņš
- 1935–1938 Edgars Krieviņš
- 1938–1940 Vilis Šūmanis

## Ambassadeurs
Les Ambassadeurs en titre:
- 1992–1995 Anna Žīgure (résidait à Helsinki)
- 1995–1997 Andris Piebalgs
- 1998–2001 Gints Jegermanis
- 2002–2005 Edgars Skuja
- 2005–2007 Rihards Muciņš
- 2008–2013 Kārlis Eihenbaums[2]
- 2013–2017 Juris Bone
- 2017– Raimonds Jansons[3]